# Левков, Сергей Александрович
Сергей Александрович Левков (1879—1920) — нижегородский архитектор, создавший в начале XX века ряд сооружений в стиле модерн, являющихся визитной карточкой города.

## Биография
В 1901 году окончил Институт гражданских инженеров, после чего прибыл в Нижний Новгород. Первой его работой стал усадебный комплекс зданий М. Серебренниковой (ул. Свердлова, 68), выполненного в «кирпичном» стиле. В 1904 году Левков спроектировал дом И. Тет на Тихоновской улице, в архитектуре которого были формы «кирпичного» стиля и модерна.
С 1905 года в возведённых им деревянных домах (в их числе дом М. Абрамовой на М. Перекрёстной улице) он следует формам только модерна. В 1907 году Левков строит жилой дом Н. Скворцова на Провиантской улице и два доходных дома (ул. Свердлова, 52 и 57), проектирует за зданием городского театра для Д. Казанского два корпуса усадьбы (Театральная площадь, 2 и 4), игорный дом А. И. Троицкого («дом с авгурами»). Жемчужиной Нижнего Новгорода был дом Чардымова, сочетавший в себе мотивы готического модерна с деревянной резьбой в русском стиле. Дом был подожжён, а затем варварски снесён в августе 2023 года. Также в стиле модерн в 1912 году был построен дом П. Шапошникова на Канатной улице.

## Некоторые работы
- Дом П. Л. Чардымова
- Игорный дом А. И. Троицкого
- Дом И. П. Тет
- Усадьба А. Н. Седова
- Дом В. С. Прядилова